# Raúl I de Vermandois
Ralph I de Vermandois (Francés: Raoul Ier) (m. 14 de octubre de 1152) fue Conde de Vermandois. Era hijo de Hugo, conde de Vermandois y de su esposa, Adelaida. Ralph era nieto de Enrique I de Francia, mientras que la madre de Ralph había sido la heredera de Herbert IV, conde de Vermandois.
El tío paterno de Ralph era Felipe I de Francia, lo que lo convertía en primo hermano del rey Luis VI de Francia y un primo segundo de Luis VII de Francia.
Ralph sirvió como el senescal de Francia durante el reinado de Luis VII. Presionado por la reina, Leonor de Aquitania, Luis permitió a Ralph repudiar a su esposa, Leonor de Champagne, hermana de Esteban de Inglaterra, a favor de la hermana de Leonor de Aquitania, Petronila, lo que llevó a una guerra con Teobaldo II de Champagne, que era hermano de la primera esposa. La guerra duró dos años (1142-44) y terminó con la ocupación de Champaña por el ejército real.
Ralph y Petronila fueron excomulgados por Inocencio II por un matrimonio considerado ilegítimo, desautorizando a tres obispos que habían autorizado la anulación del primer matrimonio de Ralph. En 1148, Eugenio III legitimó el matrimonio en el Concilio de Reims.

## Familia e hijos
Ralph se casó tres veces:
1. En 1125 con Leonor, hija de Esteban II de Blois. Su matrimonio terminó en divorcio en 1140 y murió en 1147.
2. En 1140 con Petronila de Aquitania; con la que tuvo tres hijos:
- Elizabeth (o Isabel) Mabile, condesa de Vermandois y Valois (1143-1183), casada con Felipe I de Flandes; sin descendencia.[3]
- Ralph II, conde de Vermandois y Valois (1145-1167),[4] primer marido de Margarita de Lorena, luego condesa de Flandes. Murió de lepra en 1167 sin descendencia.
- Eleonor, condesa de Vermandois y Valois (n. 1148?-d. 1213/1214).[5] Se casó cuatro veces de la siguiente manera, pero murió sin descendencia
  - 1. Godofredo de Henao, conde de Ostervant (m. 1163).[6]
  - 2. Antes de 1167 con Guillermo IV, conde de Nevers.[7]
  - 3. En torno a 1170 con Mateo de Alsacia.[7]
  - 4. En torno a 1175 con Mateo III de Beaumont-sur-Oise.[8]

3. En 1152 con Laurette de Flandes, hija de Teodorico, Conde de Flandes y Swanhilde. Sin descendencia.